# Liste der Bodendenkmale in Wachau (Sachsen)
In der Liste der Bodendenkmale in Wachau sind die Bodendenkmale der Gemeinde Wachau und ihrer Ortsteile nach dem Stand der Auflistung von Harald Quietzsch und Heinz Jacob aus dem Jahr 1982 aufgelistet. Eventuelle Änderungen und Ergänzungen, insbesondere aus der Zeit nach der Wende, sind nicht berücksichtigt, da für Sachsen aktuell keine neueren allgemein zugänglichen Bodendenkmallisten vorliegen. Die Baudenkmale sind in der Liste der Kulturdenkmale in Wachau (Sachsen) aufgeführt.
| Denkmal-ID | Fundart             | Ortsteil    | Bezeichnung                          | Zeitstellung    | Lage                                                                                                  | Bemerkungen                                                                                             | Bild |
| ---------- | ------------------- | ----------- | ------------------------------------ | --------------- | --- | --- | ---- |
| ?          | besonderer Stein    | Leppersdorf | Steinkreuz                           | Spätmittelalter | im Ort, in der nordwestlichen äußeren Kirchhofsmauer                                                  | Schutz seit 30. Oktober 1972                                                                            |      |
| ?          | Grabmal > Grabhügel | Lomnitz     | Hügelgräber, Gruppe von noch 2 Stück | Bronzezeit      | südöstlich des Orts, Schmalzberg, im Wald südlich des Kiesgrubenrands                                 | verflacht, aber gut erkennbar, Schutz seit 7. März 1966                                                 |      |
| ?          | Befestigung > Burg  | Seifersdorf | Wallanlage „Burgberg“                | Bronzezeit      | südlich des Orts, Bergsporn nordöstlich der Marienmühle und nördlich über der Röder                   | Befestigung in Spornlage mit Rest des Abschnittswalls, Schutz seit 4. April 1952, erneuert 20. Mai 1960 |      |
| ?          | Befestigung > Burg  | Seifersdorf | Wasserburg                           | Mittelalter     | im Ort, östlicher Bereich des Guts                                                                    | überbaut durch Schloss, Graben umlaufend erhalten, teilweise wasserführend, Schutz seit 20. Mai 1960    |      |
| ?          | besonderer Stein    | Seifersdorf | Steinkreuz                           | Spätmittelalter | nordwestlich des Orts, am Abzweig der Verbindungsstraße zum Ort von der Straße nach Ottendorf-Okrilla | Schwerteinzeichnung, Schutz seit 30. Oktober 1972                                                       |      |
| ?          | besonderer Stein    | Seifersdorf | Steinkreuz                           | Neuzeit         | nordnordöstlich des Orts, südwestlich an der Alten Straße                                             | Inschrift mit Jahreszahl 1678, Schutz seit 30. Oktober 1972                                             |      |
| ?          | Befestigung > Burg  | Wachau      | Wasserburg                           | Mittelalter     | im Ort, östlicher Bereich des Guts                                                                    | überbaut durch Schloss, umlaufender wasserführender Rechteckgraben, Schutz seit 10. März 1966           |      |